# El Caracolar
El Caracolar är en ort i Mexiko.   Den ligger i kommunen Ixhuatán och delstaten Chiapas, i den sydöstra delen av landet, 700 km öster om huvudstaden Mexico City. El Caracolar ligger 1 068 meter över havet och antalet invånare är 166.
Terrängen runt El Caracolar är huvudsakligen bergig, men åt sydväst är den kuperad. Runt El Caracolar är det ganska tätbefolkat, med 72 invånare per kvadratkilometer. Närmaste större samhälle är Tapilula, 8,1 km söder om El Caracolar. I omgivningarna runt El Caracolar växer i huvudsak städsegrön lövskog.